# Kliwer

Kliwer oznaczony na czerwono

Kliwer – żagiel zaliczanych do sztaksli przednich. Charakteryzuje się wysoko uniesionym rogiem halsowym. Występuje przed fokiem, a przy większej liczbie sztaksli przednich może być dodatkowo poprzedzony lataczem i (rzadziej)
bomkliwrem. Dawniej nazywany był również yankee. 
Kliwer jest żaglem trójkątnym, podnoszonym na sztagu lub samodzielnie na liku. Uniesiony róg halsowy może biec bezpośrednio do okucia na dziobie jednostki lub do noku bukszprytu.  Nok ten może dzielić z lataczem. W konfiguracji z bomkliwrem róg halsowy kliwra przesunięty jest do tyłu (w przypadku dużych żaglowców każdy sztaksel przedni ma własne miejsce na bukszprycie). Róg fałowy kliwra mocowany jest w okolicy topu masztu natomiast w konfiguracji z lataczem przesunięty jest w dół masztu o 1/3 wysokości.
Przy słabym wietrze bywa zastępowany większym balonkliwrem. 
Czasami kliwrami nazywa się ogólnie grupę wszystkich sztaksli przednich jednostki. 